# PHP-Nuke
PHP-Nuke（ぴーえいちぴー にゅーく）は、PHP、MySQLなどで動作するコンテンツ管理システム。

## 動作環境
- Webサーバ : Apache
- データベース : MySQL（推奨） / SQL Server / PostgreSQL / Access / ODBC / DB2 / Oracle / SQLite
- PHP : PHP4.x